# لوكاس برونر
لوكاس برونر هو لاعب شطرنج سويسري، ولد في 29 مايو 1967 في برن في سويسرا.

## وصلات خارجية
- لوكاس برونر على موقع الاتحاد الدولي للشطرنج (الإنجليزية)
- لوكاس برونر على موقع مباريات الشطرنج (الإنجليزية)
- لوكاس برونر على موقع 365Chess.com (الإنجليزية)
- لوكاس برونر على موقع Chesstempo.com (الإنجليزية)
- لوكاس برونر سجل أولمبياد الشطرنج على موقع OlimpBase.org (الإنجليزية)